# Picsearch
Picsearch was een Zweedse afbeeldingzoekmachine.
Het hoofdkantoor staat in Stockholm. De zoekmachine werd in 2000 opgericht. Picsearch is onder meer te krijgen in het Zweeds, Engels en Duits. De zoekmachine is niet beschikbaar in het Nederlands.
Op een webpagina is te zien dat Picsearch in 2022 gestopt is.